# Por Minha Dama
Por Minha Dama é o segundo álbum de estúdio da banda portuguesa Ala dos Namorados.

Contém 14 faixas e foi lançado em 1995 pela editora EMI.

Apenas dois temas não instrumentais não têm letras de João Monge. São eles "O Rei de Thule", a partir de um trabalho de Goethe traduzido e adaptado por Paulo Quintela  e "Fado de cada um", que é uma versão de um fado escrito por Silva Tavares.
Apenas 2 canções ("Ilhéu de Contenda" e "A História de Zé-Passarinho") viriam a ser escolhidas para fazer parte do primeiro álbum ao vivo da banda, Solta-se o Beijo, lançado em 1999.
Já no segundo trabalho ao vivo, de 2004, Ala dos Namorados Ao Vivo No São Luiz, apenas marcou presença "A História de Zé-Passarinho".
Na compilação Ala Dos Namorados - Grandes Êxitos, de 2006, podem ser encontrados 3 temas ("A História de Zé-Passarinho", "O dia incerto" e "Fado de cada um") deste segundo álbum.

## Faixas
Todas as faixas por João Monge e João Gil, exceto onde anotado.
1. "O baile da viela" (João Monge/Manuel Paulo) - 3:22
2. "Os velhos" - 2:28
3. "Coração maltês" - 2:34
4. "O cantor de serviço" (João Monge/Manuel Paulo) - 3:23
5. "Telefones de cordel" (João Monge/Manuel Paulo) - 3:08
6. "O dia incerto" - 2:56
7. "Canção de ida e volta" - 2:37
8. "As linhas da paixão" - 3:03
9. "Ilhéu de Contenda" (João Monge/Manuel Paulo) - 4:12
10. "Fado de cada um" (Silva Tavares/Frederico de Freitas) - 4:01
11. "Ali à Rua da Rosa" (Instrumental) (José Moz Carrapa) - 2:52
12. "O Rei de Thule" (Johann Wolfgang von Goethe - Tradução e adaptação Paulo Quintela/João Gil) - 3:15
13. "Alentejo (Canção de ida e volta)" com Grupo Coral e Etnográfico 'Coro dos Camponeses de Pias' (João Monge/João Gil) - 2:44
14. "A História de Zé-Passarinho" - 2:13